# 篠原なるみ
篠原 なるみ（しのはら なるみ、5月24日 - ）は、日本の声優、女優。埼玉県さいたま市出身。フリー。

## 経歴
2018年11月20日をもって、当時所属していたRMEを退所。フリーランスでの活動期間を経て、2021年1月1日よりFIRST WIND productionに準所属。2022年10月末をもって退所し、再度フリーランスで活動を行う。

## 出演
太字はメインキャラクター。

### テレビアニメ
- アズールレーン（2019年、グリッドレイ、白露）
- どるふろ -狂乱篇-（2020年、M1895）

### Webアニメ
- 恐竜少女ガウ子（2019年、ロボなるみ 他）
- ブルーアーカイブ「beautiful day dreamer」（2022年、豊見コトリ）

### ゲーム
時期不明
- 神代梦華譚（オモイカネ、アーサー）

2015年
- ファンタジークロニクル（死霊の魔女）

2017年
- アズールレーン（グリッドレイ、白露）
- THE NEW GATE（ビジー・ローレット）

2018年
- ドールズフロントライン（ナガンM1895）
- 封神ヒーローズ（金霊聖母、碧雲童子）
- 王に俺はなる（井伊直虎）
- 虚構少女-E.G.O-（龍明、クリスティ）

2019年
- アズールレーン クロスウェーブ（2019年、白露）
- 霹靂無双（金身猴童）

2020年
- プロジェクト・シルバーウイング（F2000）
- アッシュアームズ-灰燼戦線-（M40ビッグショット）

2021年
- ブルーアーカイブ -Blue Archive-（2021年 - 2023年、豊見コトリ）
- 少女廻戦 時空恋姫の万華境界へ（杜甫、龐統）

2023年
- ガーディアンテイルズ（妖精、ルリ、ワールド14 ストーリーボイス)

### ドラマCD
- 5色ロケットえんぴつ～気がつけば恋の話～（のり）

### 吹き替え
- Netflix「キャロルの小さなアドバイス」（ブリタニー・スノウ、トリスタン、ギャビン）

### ナレーション
- TOHOシネマズ系列「ドールズフロントライン 低体温症」シネアドナレーション
- AbemaTV、 Twitter 各種媒体「ドールズフロントライン期間限定イベントCM ナレーション
- 少女前線 夏季大型イベント 裂变链接 -シャッタードコネクション- PVナレーション

### その他コンテンツ
- 「ドールズフロントライン秋葉原上陸前線」 プレスカンファレンス (MC)
- 東京芸術劇場コンサートホール 「ドールズフロントラインオーケストラコンサート 人形×彼岸花」 ナガンM1895役 場内アナウンス